# 汪远思
汪远思（1951年—），江苏苏州人，汉族，中华人民共和国政治人物、第十一届全国人民代表大会河南地区代表。
毕业于开封师范学院物理专业。担任河南省政府参事，河南思达科技发展股份有限公司名誉董事长。2008年起担任全国人大代表。